# 1. konjeniška divizija (ZDA)
Za druge 1. divizije glej 1. divizija.
1. konjeniška divizija (z vzdevkom Prva ekipa; izvirno angleško 1st Cavalry Division, The First Team) je oklepna divizija (naziv konjeniška je obdržala zaradi tradicije) Kopenske vojske ZDA in trenutno predstavlja številčno najmočnejšo divizijo v celotni kopenski vojski ZDA.

## Zgodovina
Zgodovina 1. konjeniške divizije se prične leta 1855, ko je bil organiziran 2. konjeniški polk (1861 je bil preimenovan v 5. konjeniški polk). Polk je sodeloval v več bitkah ameriške državljanske vojne (bitka pri Bull Runu, bitka pri Antietamu, bitka pri Gettysburgu, bitka pri Wildernessu in bitka pri Appomattoxu).
4. aprila 1921 je Kopenska vojska Združenih držav Amerike sprejela odločitev po stalni sestavi kvadratni konjeniške divizije, ki je po novem imela 7.436 častnikov, podčastnikov in vojakov.
TO&E nove divizije je predvidevala naslednjo strukturo in sestavo:
- Štab (34)
- dva samostojni konjeniški brigadi (vsaka 2.803)
- poljski artilerijski bataljon (790)
- inženirski bataljon (357)
- poveljstvo divizijskih podpornih enot (276)
- poveljstvo posebnih enot (337)
- medicinska enota (63))

Vsaka konjeniška divizija je bila organizirana sledeče:
- Štab in prištabni trop (101)
- dva konjeniška polka (vsak 1.155)
- mitralješki eskadron (392).

Vsak konjeniški polk je bil organiziran sledeče:
- Štab in prištabni trop (121)
- dva eskadrona (vsak 428)
- oskrbovalni trop (127)
- medicinski in kaplanski odred (51)

Vsak strojnični eskadron je bil organiziran sledeče:
- Štab in štabni odred (47)
- trije linijski tropi (vsak 110)
- medicinski in kaplanski odred (15)

Vsak konjeniški eskadron je bil organiziran sledeče:
- Štab in prištabni odred (35)
- trije linijski tropi (vsak 131).

Poljski artilerijski polk je organiziran sledeče:
- združeni Štab, prištabna baterija in poveljstvo bojnih vozov (227)
- tri baterije (vsaka 161)
- medicinski in kaplanski odred (30).

Poveljstvo posebnih enot je bilo organizirano sledeče:
- Štab (11)
- Divizijski prištabni trop (161)
- signalni trop (78)
- vzdrževalna četa (36)
- veterinarska enota (38)
- medicinski in kaplanski odred (13).

Sodobna divizija je bila aktivirana 31. avgusta 1921.
Njen prvi večji oboroženi konflikt je bila druga svetovna vojna. 11. julija 1943 je divizija prispela v Avstralijo, kjer je nadaljevala urjenje v Strathpinu do 26. julija, nakar je bila premeščena na Novo Gvinejo, kjer je sodelovala v Admiralski kampanji med 22. in 27. februarjem 1944. Prvi boj je doživela na Admiralskih otokih, ko so se enote 29. februarja izkrcale na otoku Los Negros; takrat so navkljub velikim izgubam zavarovali pomožno letalsko stezo Momote. Japonci so se predali šele konec maja 1944, medtem ko so sosednji otoki padli že v aprilu in maju. Naslednja akcija je bila invazija na Leyte 20. oktobra 1944, kjer so zasedli Tacloban in bližnjo letalsko stezo. Divizija je napredovala vzdolž severne obale, zasedla dolino Leyte, medtem ko so se deli divizije izkrcali in zasedli otok Samar. 1. januarja 1945 je zavarovala celotno zahodno obalo Leytea. Nato so se izkcali na Luzonu, v Lingajevškem zalivu 27. januarja, od koder so napredovali proti Manili, ki so jo zasedli 3. februarja. Tu so osvobodili ujetnike v univerzi Svetega Tomaža. 20. februarja je dobila divizija nalogo zavarovanja reke Marikina in linije Tagaytay-Antipolo. 12. marca je bila zamenjana in bila premeščena južno na področje Batangasa in Bicola, kjer so čistili zadnje žepe odpora do 1. julija, ko je bil odpor zatrt. 25. avgust je divizija zapustila Luzon in odplula proti Japonski. 2. septembra je prispela v Jokohamo, nakar je vstopila v Tokio 8. septembra, kot prva ameriška divizija.
Okupacijske naloge je opravljala do poletja 1950, ko se je začela korejska vojna. Odpotovala je v Korejo, kjer je sodelovala v oblikovanju pusanske linije. Po napadu 10. korpusa na Inčon je divizija sodelovala v prebitju pusanske linije. Tu je ostala, dokler je ni januarja 1952 zamenjala 45. pehotna divizija; odpotovala je nazaj na Japonsko, nakar se je vrnila nazaj v Korejo 1957, kjer je ostala do 1965.
Naslednja večja bojna akcija je bila vietnamska vojna. V tem času že ni bila več pehotna enota, ampak zračnodesantna divizija, ki je intenzivno uporabljala helikopterje. V Vietnam je odpotovala leta 1965, kjer je sodelovala z 101. zračnoprevozno divizijo v naslednjih petih letih. Prva večja vojaška operacija je bila Pleiku kampanja, med katero je divizija izvedla 35 zaporednih dni zračnih desantov. Divizija je prejela prvo predsednikovo omembo enoto. Večino leta 1967 je sodelovala v operaciji Pershing. Nato je sodelovala v Tet ofenzivi, v kateri je osvobodila Quang Tri in Hue. Nato je bila poslana na pomoč oblegani marinski bazi Khe Sahn. Leta 1970 se je divizija premaknila v Kambodžo, od koder se je vrnila v ZDA (1972).
Po vietnamski vojni je bila divizija reorganizirana v TRICAP divizijo, pri čemer je dobila mehanizirane pehotne enote in artilerijo. Leta 1975 je bila reorganizirano v oklepno divizijo. 
Naslednji konflikt za divizijo je bila operacija Puščavska nevihta, v kateri je sodelovala v sestavi 7. korpusa; operativni je imela le dve brigadi in obe sta sodelovali v bojih. Zaradi pomanjkanja tretje brigade so diviziji začasno dodali nekatere marinske enote. V tej vojni ni videla veliko akcije, saj je služila kot korpusna rezerva.
Divizija ni sodelovala v invaziji na Irak leta 2003, toda zgodaj 2004 je zamenjala 1. oklepno divizijo v Bagdadu med okupacijo Iraka.
Po več kot letu delovanja v Iraku je bila aprila 2005 nadomeščena z 3. pehotno divizijo in poslana nazaj v ZDA. V tem času je v boju padlo 165 vojakov, medtem ko je bilo okoli 1.500 ranjenih (od moštva 17.000 vojakov).
S 15. julijem 2005 je divizija postala t. i. enota akcije. 

## Simboli divizije
Našitek
Našitek sta oblikovala polkovnik Ben Dorsey in njegova žena. Dorsey je bil poveljnik 7. konjeniškega polka v Fort Blissu (Teksas). Gospa Dorsey je opazila, da je kombinacija sončnega vzhoda v Fort Blissu in tradicionalnih barv konjenice (rumena in modra) odlična podlaga za našitek. Kot glavni motiv na našitku sta izbrala glavo črnega žrebca. Pozneje so zamenjali modro barvo s črno za boljši vidni učinek; črna barva tako predstavlja železo in oklep.
Trikotni normanski ščit z zaobljeni koti, ki v višino meri 5 1/4 inča, ima rumeno podlago. Čez ščit se razteza diagonalna črna črta od levega zgornjega do desnega spodnjega kota. Zgoraj desno se nahaja konjska glava.
Med vietnamsko vojno so zamenjali rumeno ozadje za našitek za bojno uniformo z bledim olivno zeleno barva, da so tako zmanjšali veliko vidljivost našitka na bojišču. Rumeno ozadje je ostalo za paradno uniformo. 

## Organizacija
1921
- divizijski štab
- 1. konjeniški polk
- 7. konjeniški polk
- 8. konjeniški polk
- 10. konjeniški polk
- 82. poljski artilerijski bataljon (konjeniški)
- 13. komunikacijski trop
- 27. oskrbovalna četa
- 15. nadomestna četa
- 1. strojnični eskadron
- 2. strojnični eskadron
- divizijski štab

18. december 1922
- 1. konjeniški polk
- 5. konjeniški polk
- 7. konjeniški polk
- 8. konjeniški polk
- 82. poljski artilerijski bataljon (konjeniški)
- 13. komunikacijski trop
- 27. oskrbovalna četa
- 15. nadomestna četa
- 1. strojnični eskadron
- 2. strojnični eskadron

3. januar 1933
- 1. brigada
- 2. brigada
- 3. brigada
- 4. brigada
- 5. konjeniški polk
- 5. konjeniški polk
- 7. konjeniški polk
- 8. konjeniški polk
- 12. konjeniški polk
- 12. konjeniški polk
- 82. poljski artilerijski bataljon (konjeniški)
- 13. komunikacijski trop
- 27. oskrbovalna četa
- 15. nadomestna četa
- 1. strojnični eskadron
- 2. strojnični eskadron

28. februar 1943
- HHT, 1. konjeniška divizija
- HHT, 1. konjeniška brigada
- HHT, 2. konjeniška brigada
- 5. konjeniški polk
- 7. konjeniški polk
- 8. konjeniški polk
- 12. konjeniški polk
- HHB, divizijska artilerija 1. konjeniške divizije
- 61. poljski artilerijski bataljon
- 82. poljski artilerijski bataljon
- 99. poljski artilerijski bataljon
- 8. inženirski eskadron
- 1. medicinski eskadron
- 16. podporni eskadron
- 7. konjeniški izvidniški eskadron
- 1. protioklepni trop
- 1. komunikacijski trop

1. november 1957
- 5. konjeniški polk
- 7. konjeniški polk
- 8. konjeniški polk
- 12. konjeniški polk
- 82. poljski artilerijski bataljon (konjeniški)
- 13. komunikacijski trop
- 27. oskrbovalna četa
- 15. nadomestna četa
- 1. strojnični eskadron
- 2. strojnični eskadron
- 4. bojna skupina, 4. konjeniški polk
- 1. eskadron, 9. konjeniški polk

Trenutna
- divizijski štab
- 1. brigada (Iron Horse)
- 2. brigada (Black Jack)
- 3. brigada (Grey Wolf)
- 4. brigada (Warriors)
- 39. brigadna bojna skupina
- divizijska artilerija (Red Team)
- inženirska brigada (Sappers)
- divizijsko podporno poveljništvo (Wagonmaster)

## Pripadniki divizije
Divizijski poveljniki
| 1.  | Generalmajor Robert L. Howze                 |  | (september 1921 – junij 1925)    |
| 2.  | Brigadni general Joseph C. Castner           |  | (junij 1925 – januar 1926)       |
| 3.  | Generalmajor Edwin B. Winaus                 |  | (januar 1926 – oktober 1927)     |
| 4.  | Brigadni general Samuel D. Rockenback        |  | (oktober 1927 – november 1927)   |
| 5.  | Generalmajor Van Horn Moseley                |  | (november 1927 – september 1929) |
| 6.  | Brigadni general Charles J. Symmonds         |  | (september 1929 – oktober 1930)  |
| 7.  | Brigadni general George C. Barnhardt         |  | (oktober 1930 – december 1930)   |
| 8.  | Generalmajor Ewing E. Booth                  |  | (december 1930 – marec 1932)     |
| 9.  | Brigadni general Gen. Walter C. Short        |  | (marec 1932 – marec 1933)        |
| 10. | Generalmajor Frank R. McCoy                  |  | (marec 1933 – oktober 1933)      |
| 11. | Brigadni general Walter C. Short             |  | (oktober 1933 – april 1934)      |
| 12. | Brigadni general Hamilton S. Hawkins         |  | (april 1934 – september 1936)    |
| 13. | Brigadni general Francis Le J. Parker        |  | (september 1936 – oktober 1936)  |
| 14. | Generalmajor Benjamin Lear                   |  | (oktober 1936 – november 1938)   |
| 15. | Generalmajor Kenyon A. Joyce                 |  | (november 1938 – oktober 1940)   |
| 16. | Generalmajor Robert C. Richardson mlajši     |  | (oktober 1940 – februar 1941)    |
| 17. | Generalmajor Innis Palmer Swift              |  | (februar 1941 – avgust 1944)     |
| 18. | Generalmajor Verne D. Mudge                  |  | (avgust 1944 – februar 1945)     |
| 19. | Brigadni general Hugh F. T. Hoffman          |  | (februar 1945 – julij 1945)      |
| 20. | Generalmajor William C. Chase                |  | (julij 1945 – februar 1949)      |
| 21. | Brigadni general William B. Bradford         |  | (februar 1949 – februar 1949)    |
| 22. | Generalmajor John M. Devine                  |  | (februar 1949 – avgust 1949)     |
| 23. | Brigadni general Henry I. Hodes              |  | (avgust 1949 – september 1949)   |
| 24. | Generalmajor Hobart R. Gray                  |  | (september 1949 – februar 1951)  |
| 25. | Generalmajor Charles D. Palmer               |  | (februar 1951 – julij 1951)      |
| 26. | Generalmajor Thomas L. Harrold               |  | (julij 1951 – marec 1952)        |
| 27. | Generalmajor Arthur G. Trudenu               |  | (marec 1952 – marec 1953)        |
| 28. | Brigadni general William J. Bradley          |  | (marec 1953 – april 1953)        |
| 29. | Generalmajor Joseph P. Cleland               |  | (maj 1953 – junij 1953)          |
| 30. | Generalmajor Armistead D. Mead               |  | (junij 1953 – december 1954)     |
| 31. | Brigadni general Orlando C. Troxel mlajši    |  | (december 1954 – maj 1955)       |
| 32. | Generalmajor Edward J. McGraw                |  | (maj 1955 – november 1956)       |
| 33. | Generalmajor Edwin H. J. Carns               |  | (november 1956 – avgust 1957)    |
| 34. | Generalmajor Ralph W. Zwicker                |  | (oktober 1957 – januar 1958)     |
| 35. | Generalmajor George E. Bush                  |  | (januar 1958 – april 1959)       |
| 36. | Generalmajor Charles E. Beauchamp            |  | (april 1959 – maj 1960)          |
| 37. | Generalmajor Charles G. Dodge                |  | (maj 1960 – december 1960)       |
| 38. | Generalmajor Frank H. Britton                |  | (december 1960 – julij 1961)     |
| 39. | Generalmajor James K. Woolnough              |  | (julij 1961 – september 1962)    |
| 40. | Brigadni general D.C. Clayman                |  | (september 1962 – oktober 1962)  |
| 41. | Generalmajor Clifton F. Von Kann             |  | (oktober 1962 – junij 1963)      |
| 42. | Brigadni general Charles P. Brown            |  | (junij 1963 – avgust 1963)       |
| 43. | Generalmajor Chas F. Leonard mlajši          |  | (avgust 1963 – oktober 1964)     |
| 44. | Generalmajor Hugh Exton                      |  | (oktober 1964 – junij 1965)      |
| 45. | Generalmajor Harry W. O. Kinnard             |  | (julij 1965 – maj 1966)          |
| 46. | Generalmajor John Norton                     |  | (maj 1966 – marec 1967)          |
| 47. | Generalmajor John J. Tolson                  |  | (marec 1967 – avgust 1968)       |
| 48. | Brigadni general Richard L. Irby             |  | (avgust 1968 – avgust 1968)      |
| 49. | Generalmajor George T. Forsythe              |  | (avgust 1968 – avgust 1969)      |
| 50. | Generalmajor E. B. Roberts                   |  | (maj 1969 – maj 1970)            |
| 51. | Generalmajor George W. Casey                 |  | (maj 1970 – julij 1970)          |
| 52. | Generalmajor George W. Putnam                |  | (avgust 1970 – maj 1971)         |
| 53. | Generalmajor James C. Smith                  |  | (maj 1971 – januar 1973)         |
| 54. | Generalmajor Robert M. Shoemaker             |  | (januar 1973 – februar 1975)     |
| 55. | Generalmajor Julius W. Becton mlajši         |  | (februar 1975 – november 1976)   |
| 56. | Generalmajor W. Russell Todd                 |  | (november 1976 – november 1978)  |
| 57. | Generalmajor Paul S. Williams mlajši         |  | (november 1978 – november 1980)  |
| 58. | Generalmajor Richard D. Lawrence             |  | (november 1980 – julij 1982)     |
| 59. | Generalmajor Andrew P. Chambers              |  | (julij 1982 – junij 1984)        |
| 60. | Generalmajor Michael J. Conrad               |  | (junij 1984 – junij 1986)        |
| 61. | Generalmajor John J. Yoesock                 |  | (junij 1986 – maj 1988)          |
| 62. | Generalmajor William F. Streeter             |  | (maj 1988 – julij 1990)          |
| 63. | Generalmajor John H. Tilelli mlajši          |  | (Julij 1990 – julij 1992)        |
| 64. | Generalmajor Wesley Kanne Clark              |  | (julij 1992 – marec 1994)        |
| 65. | Generalmajor Eric Ken Shinseki               |  | (marec 1994 – julij 1995)        |
| 66. | Generalmajor Leon J. LaPorte mlajši          |  | (julij 1995 – julij 1997)        |
| 67. | Generalmajor Kevin P. Byrnes                 |  | (julij 1997 – oktober 1999)      |
| 68. | Generalmajor David D. McKiernan              |  | (oktober 1999 – oktober 2001)    |
| 69. | Generalmajor Joe Peterson                    |  | (oktober 2001 – avgust 2003)     |
| 70. | Generalmajor Peter Chiarelli                 |  | (avgust 2003 – november 2005)    |
| 71. | Generalmajor Joseph F. Fil mlajši            |  | (avgust 2003 – februar 2008)     |
| 72. | Brigadni general Vincent K. Brooks (začasno) |  | (februar 2008 – april 2008)      |
| 73. | Generalmajor Daniel P. Bolger                |  | (april 2008 – april 2010)        |
| 74. | Generalmajor Daniel B. Allyn                 |  | (april 2010 – junij 2012)        |
| 75. | Generalmajor Anthony R. Ierardi              |  | (junij 2012 – marec 2014)        |
| 76. | Generalmajor Michael A. Bills                |  | (marec 2014 – januar 2016)       |
| 77. | Generalmajor John C. Thomson, III.           |  | (januar 2016 – oktober 2017)     |
| 78. | Generalmajor Paul T. Calvert                 |  | (oktober 2017 – september 2019)  |
| 79. | Generalmajor Jeffery Broadwater              |  | (september 2019 – julij 2021)    |
| 80. | Generalmajor John B. Richardson IV.          |  | (julij 2021–julij 2023)          |
| 81. | Generalmajor Kevin Admiral                   |  | (julij 2023 – danes)             |

Nosilci medalje časti
- Lewis Albanese
- John P. Baca
- Melvin L. Brown
- Lloyd L. Burke
- Samuel S. Coursen
- Gordon M. Craig
- David C. Dolby
- Rodney J. Evans
- Douglas B. Fournet
- Ed W. Freeman
- Frederick E. Ferguson
- William J. Gabriarz
- Charles C. Hagemeister
- Carmel B. Harvey
- John N. Holcomb
- George A. Ingalls
- Delbert O. Jennings
- Donald R. Johnston
- Billy L. Lauffer
- Robert R. Leisy
- Peter C. Lemon
- Allen J. Lynch
- Walter J. Marm
- Troy A. McGill
- Robert M. McGovern
- Edgar L. McWethy mlajši
- James H. Monroe
- William D. Port
- Robert L. Poxon
- Hector Santiago-Colon
- Donald S. Skidgel
- James M. Sprayberry
- James L. Stone
- Jimmy G. Stewart
- Jon E. Swanson
- Robert H. Young